# Telmatobius mayoloi
Telmatobius mayoloi es una especie de anfibio de la familia Telmatobiidae. Se distribuye únicamente en el río Santa (Ancash, Perú) y en algunos de sus tibutarios y cuerpos de agua cerca de curso (laguna Conococha, Cátac, laguna Aguashcocha, Pachacoto)., entre los 3515 y los 4150 m de altitud. Es una rana semiacuática que habita en zonas de caudal lento en ríos y quebradas. Se reproduce en el cauce fluvial.
Se encuentra amenazada de extinción debido a su reducida área de distribución, a su explotación por las comunidades locales como fuente de alimento y medicina, y a la contaminación del agua debida a la minería. Aunque todavía no se ha reportado en esta especie, es de esperar que la quitridiomicosis sea otra amenaza para la especie.